# Batalha do Rio Pyana
A Batalha do Rio Pyana (em russo:  Сражение на реке Пьяне) ocorreu em 2 de agosto de 1377 no Rio Pyana entre a Horda Dourada sob o comando de Arab Shah (Arapsha) e uma aliança de principados russos liderada pelo Príncipe Ivan Dmitriyevich, composta pelos principados de Pereyaslavl, Yaroslavl, Yuryev, Nizhny Novgorod e Murom.
O exército russo, estando embriagado, foi quase inteiramente derrotado por pequenas forças de Arapsha, enquanto Ivan Dmitriyevich se afogou junto com sua druzhina e estado-maior. O nome do rio Pyana, traduzido como "embriagado" do russo, deriva desses eventos. Os eventos correspondentes são ainda registrados na Crônica medieval russa sobre o Massacre no Rio Pyana.

## Antecedentes
Em 1377, Moscou tomou conhecimento de que Arapsha e o Knyaz Dmitry estavam levantando um exército para recuperar seu sogro Dmitri de Nizhny Novgorod. No entanto, nada aconteceu e as tropas retornaram para Moscou. O jovem knyaz Ivan Dmitriyevich, que assumiu o comando conjunto, moveu as tropas para o Rio Pyana. Os voivodas souberam que Arapsha ainda estava longe, no rio Volchyi Vody, um afluente do Don. Devido ao tempo quente, os guerreiros russos que aguardavam começaram a vagar pela região e consumir bebidas alcoólicas como hidromel e cerveja, que as tropas do príncipe de Suzdal beberam enquanto esperavam nas aldeias locais para a batalha começar.

## Batalha
No momento em que as tropas russas estavam embriagadas, Arapsha, guiado por nobres mordvos, chegou inteligentemente e dividiu suas tropas em cinco unidades. Em 2 de agosto, ele atacou inesperadamente os russos de todos os lados. Incapazes de lutar, os russos recuaram para o Pyana. Ivan Dmitriyevich se afogou junto com numerosos servos e guerreiros enquanto cruzava o rio. O restante foi morto por soldados da Horda Azul. O resultado foi catastrófico. Os tártaros sob Arapsha conseguiram então chegar a Nizhny Novgorod, provocando a evacuação dos residentes por barcos, enquanto Dmitry de Suzdal evacuou para Suzdal. A própria cidade foi saqueada.

### Bibliográfia
- Pokhlebkin, William; Pokhlebkin, Vilʹi︠a︡m Vasilʹevich (1992). A history of vodka. [S.l.]: Verso. ISBN 0-86091-359-7
- Solovyov, Sergey (1851–1879). A History of Russia. 3 1851–1879 ed. [S.l.: s.n.]